# Eppe-Sauvage
Eppe-Sauvage är en kommun i departementet Nord i regionen Hauts-de-France i norra Frankrike. Kommunen ligger i kantonen Trélon som tillhör arrondissementet Avesnes-sur-Helpe. År 2022 hade Eppe-Sauvage 229 invånare.

## Befolkningsutveckling
Antalet invånare i kommunen Eppe-Sauvage
| Referens: INSEE |